# Хорхе Елісер Хуліо
Хорхе Елісер Хуліо Роха (ісп. Jorge Eliécer Julio Rocha, 4 квітня 1969) — колумбійський професійний боксер, чемпіон світу за версіями WBA (1992—1993) і WBO (1997—2000) в легшій вазі, призер Олімпійських ігор.

## Аматорська кар'єра
На Олімпійських іграх 1988 завоював бронзову медаль.
- В 1/32 фіналу переміг Майкла Горміллоза (Філіппіни) — RSC-3
- В 1/16 фіналу переміг Феліпе Ньевеса (Пуерто-Рико) — 5-0
- В 1/8 фіналу переміг Рене Брайтбарта (НДР) — 4-1
- У чвертьфіналі переміг Кацуюкі Мацусіма (Японія) — 3-2
- У півфіналі програв Александру Христову (Болгарія) — 2-3

## Професіональна кар'єра
Після Олімпіади 1988 розпочав професіональну кар'єру. 9 жовтня 1992 року в своєму 24-му бою проти американця Едді Кука завоював титул чемпіона за версією WBA в легшій вазі. 23 жовтня 1993 року, попри навіть те, що зумів один раз відправити в нокдаун непереможного американця Джуніора Джонса, зазнав поразки від нього одностайним рішенням і втратив титул.
28 липня 1997 року в бою проти Оскара Мальдонадо завоював титул «тимчасового» чемпіона WBO в легшій вазі, а невдовзі після того був підвищений до повноцінного чемпіона світу WBO в легшій вазі.
Провівши п'ять переможних боїв, три з яких були захистами титулу, 8 січня 2000 року втратив звання чемпіона, програвши американцю Джонні Тапіа.
8 червня 2002 року вийшов на бій проти чемпіона світу за версією IBF у другій легшій вазі філіппінця Менні Пак'яо і програв нокаутом в другому раунді.
22 травня 2003 року вийшов на бій проти мексиканця Ісраеля Васкеса, програв нокаутом у десятому раунді й завершив кар'єру.